# Mirach-26
Mirach-26 — разведывательный тактический мини БПЛА производства Италии.
Разработан в начале 1990-х годов на основе конструкции летающей мишени "Metero Mirach 20".
Выполнен полностью из композитных материалов. Запуск системы осуществляется с помощью порохового ускорителя типа: RATO. Посадка осуществляется на парашюте. Управляется как оператором, так и автоматически.

## ЛТХ
- Длина 3,85 м
- Размах крыла 4,73 м
- Высота 1,27 м
- Вес 230 кг
- Дальность полёта 50 км
- Максимальная скорость 220 км / ч
- Потолок 3500 метров

## См.также
ADS 95 RANGER